# Payasete y Fu-Chinín
Payasete y Fu-Chinín fue una serie de historietas autoconclusivas creada en 1959 por Palop para la revista "Pumby" de la Editorial Valenciana, la que durante más tiempo desarrolló para este semanario.

## Argumento y personaje
La serie está protagonizada por Payasete y Fu-Chinín, dos niños de corta edad caracterizados siempre como un payaso y un chino tópico, con coleta incluida. Viven juntos en una caravana o una casa, mostrando una buena relación mutua, muy lejana de las agrias relaciones entre personajes características de la escuela Bruguera. Su atuendo y sus circunstancias personales, tan extrañas, dotan a la serie de un clima de irrealidad, en opinión del investigador Pedro Porcel.

## Valoración
Al igual que el resto de series de Palop para "Pumby", como Becerrín y Monucho, muestra la capacidad del autor para desarrollar un humor más infantil que el de sus creaciones más populares para "Jaimito" como Bartolo, as de los vagos. Todo ello con un trazo «limpio y puro».